# Снижение стоимости операций
Снижением стоимости операций в теории компиляторов называют замену медленных операций, например, умножения и деления, на более быстрые, такие как сложение, вычитание, сдвиг. Так, деление (умножение) на {\displaystyle 2^{n}} равносильно сдвигу на {\displaystyle n} разрядов вправо (влево).
Существуют алгоритмы преобразования операций умножения и деления на произвольное целое число в последовательность более простых операций (сложений, вычитаний и сдвигов). Подобная оптимизация обычно выполняется компилятором автоматически и не требует вмешательства программиста.

## Примеры
Целочисленное умножение на 2:
```
{ до оптимизации (3 такта на Core 2 Duo) }

y
 
:=
 
2
*
x
;

{ после оптимизации }

y
 
:=
 
x
+
x
;
 
// 1 такт на Core 2 Duo

y
 
:=
 
x
 
shl
 
1
;
 
// 1 такт на Core 2 Duo

```

Целочисленное умножение на 3:
```
{ до оптимизации (3 такта на Core 2 Duo) }

y
 
:=
 
3
*
x
;

{ после оптимизации }

y
 
:=
 
x
+
x
+
x
;
 
// 2 такта на Core 2 Duo

y
 
:=
 
x
 
shl
 
1
 
+
 
x
;
 
// 2 такта на Core 2 Duo

y
 
:=
 
x
 
shl
 
2
 
-
 
x
;
 
// 2 такта на Core 2 Duo

```

Целочисленное умножение на 4:
```
{ до оптимизации (3 такта на Core 2 Duo) }

y
 
:=
 
4
*
x
;

{ после оптимизации (1 такт на Core 2 Duo) }

y
 
:=
 
x
 
shl
 
2
;

```

Целочисленное умножение на 5:
```
{ до оптимизации (3 такта на Core 2 Duo) }

y
 
:=
 
5
*
x
;

{ после оптимизации (2 такта на Core 2 Duo) }

y
 
:=
 
x
 
shl
 
2
 
+
 
x
;

```

Целочисленное умножение на 6:
```
{ до оптимизации (3 такта на Core 2 Duo) }

y
 
:=
 
6
*
x
;

{ после оптимизации }

y
 
:=
 
(
x
 
shl
 
2
 
-
 
x
)
 
shl
 
1
;
 
// 3 такта, неоптимальный вариант реализации

y
 
:=
 
x
 
shl
 
2
 
+
 
x
 
shl
 
1
;
 
// 2 такта при условии, что операции сдвига попадут в различные исполнительные устройства и будут выполнены параллельно

```

Можно заметить, что не для всех множителей возможна эффективная замена на более простые операции. Кроме того, решение о подобной замене должно учитывать микроархитектурные особенности процессора (как минимум латентность выполнения операций), под который производится подобная оптимизация (например, операции сдвига на процессоре Pentium 4 выполняются существенно дольше, чем на других процессорах, что необходимо учитывать). 

## Сноски
1. ↑  Во многих компиляторах (например, Intel C++ Compiler) существует возможность при помощи опций командной строки указать компилятору процессор, на котором планируется выполнение программы